# Einsiedeln
Huyện Einsiedeln (tiếng Pháp: District d'Einsiedeln, tiếng Đức: Bezirk Einsiedeln) là một huyện hành chính và thị xã của Thụy Sĩ. Huyện này thuộc bang Bang Schwyz. Huyện Einsiedeln có diện tích 110 km², dân số theo thống kê của cục thống kê Thụy Sĩ năm 1999 là 12347 người. Trung tâm của huyện đóng ở Einsiedeln. Mã của huyện là 501.
Einsiedeln gồm có sáu địa phương: Bennau, Egg, Willerzell, Euthal, Gross và Trachslau. Làng Biberbrugg giáp với đô thị Feusisberg. Einsiedeln có tổng diện tích 99,1 km2, trong đó gần một nửa (47,1%) là nông nghiệp và chỉ thấp hơn một chút (44,5%) là diện tích rừng bao phủ. Phần còn lại của đất hoặc có người định cư (5,5%) hoặc không sản xuất (ít hơn 2,8%).Einsiedeln nằm khoảng 7,5 km (4,7 dặm) phía nam của hồ Zurich, trên khu vực cao nguyên (độ cao khoảng 880 m trên mực nước biển) và nằm gần hồ núi nhân tạo Sihlsee. Thị xã này nằm ở độ cao 470 m cao hơn so với Zurich, mà nó có một kết nối đường sắt.
Einsiedeln cũng là thị xã và khu tự quản duy nhất của huyện Einsiedeln.